# David Gillick
David Gillick (Dublin, 9 juli 1983) is een Ierse sprinter, die gespecialiseerd is in de 400 m. Hij nam eenmaal deel aan de Olympische Spelen, maar won hierbij geen medailles. Hij werd tweemaal Europees indoorkampioen op de 400 m.

## Biografie
Gillick behaalde een eerste succes in 2004. Op de wereldindoorkampioenschappen liep hij, samen met Robert Daly, David McCarthy en Gary Ryan naar een bronzen medaille op de 4 x 400 m estafette. Gillick kon zich niet kwalificeren voor de Olympische Spelen van 2004.
Op het EK Indoor in 2005 schreef Gillick een stukje Ierse geschiedenis: in de finale van de 400 m was hij sneller dan de Spanjaard David Canal en behaalde hij zo een gouden medaille, meteen de eerste Ierse gouden medaille in een sprintnummer sinds 75 jaar.
In 2007 verlengde Gillick zijn titel bij het EK Indoor 2007. In een nieuw Iers record van 45,52 s was hij sneller dan de Duitser Bastian Swillims.
In 2008 nam Gillick deel aan Olympische Spelen. Hij werd vierde in zijn reeks van de 400 m en was hierdoor meteen uitgeschakeld.
In 2009 won Gillick in een nieuw Iers record de 400 m op de IAAF-meeting van Madrid. In de IAAF Golden League-meeting van Rome eindigde hij als tweede. Later dat jaar eindigde hij als zesde in de 400 m-finale op de wereldkampioenschappen in Berlijn. 2009 was verder nog een succesvol jaar met een vierde plaats bij de Weltklasse-meeting in Zürich en op de Memorial Van Damme 2009.
Op het WK Indoor 2010 eindigde David Gillick als vijfde in de finale, maar werd hij nadien gediskwalificeerd wegens contact met Bershawn Jackson. Later dat jaar was hij de eerste Ier die ooit de finale bereikte op de 400 m op een Europees kampioenschap. Ook hier eindigde Gillick op een vijfde plaats.

## Titels
- Europees indoorkampioen 400 m – 2005, 2007
- Iers indoorkampioen 200 m – 2006
- Iers kampioen 400 m – 2006, 2007
- Iers kampioen 200 m – 2009

## Persoonlijke records
Outdoor
| Afstand | Prestatie           | Datum       | Plaats       |
| ------- | ------------------- | ----------- | ------------ |
| 200 m   | 21,20 s             |             | Azusa        |
| 300 m   | 33,44 s             | 18 mei 2008 | Loughborough |
| 400 m   | 44,77 s (nat. rec.) | 4 juli 2009 | Madrid       |

Indoor
| Afstand | Prestatie           | Datum            | Plaats     |
| ------- | ------------------- | ---------------- | ---------- |
| 200 m   | 21,36 s             | 12 februari 2006 | Sheffield  |
| 400 m   | 45,52 s (nat. rec.) | 3 maart 2007     | Birmingham |

## Palmares

### 400 m
Kampioenschappen
- 2009: 6e WK – 45,53 s
- 2009: 6e IAAF Wereldatletiekfinale – 46,09 s
- 2010: 5e EK – 45,28 s

Golden League-podiumplek
- 2009:  Golden Gala – 44,82 s

### 400 m indoor
- 2005:  EK Indoor – 46,30 s
- 2007:  EK Indoor – 45,52 s

### 4 x 400 m estafette
- 2004:  WK indoor – 3.10,44